# Jellyfin
Jellyfin — бесплатный и свободный медиасервер и ряд мультимедийных приложений, предназначенных для организации и управления медиафайлами и трансляции медиаданных на сетевые устройства.
Jellyfin состоит из серверного приложения Jellyfin Server, устанавливаемого на компьютере с операционной системой Microsoft Windows, macOS, Linux или в Docker-контейнере, и клиентских приложений, работающих на устройствах, таких как смартфон, планшет, смарт-телевизор, сетевой медиаплеер, игровая консоль или в веб-браузере. Jellyfin также может передавать медиаданные на устройства с поддержкой DLNA и Chromecast. Jellyfin является форком Emby.

## Особенности
Jellyfin следует модели клиент-сервер, которая позволяет нескольким пользователям и клиентам подключаться, даже одновременно, и удалённо транслировать медиаданные. Поскольку Jellyfin работает как полностью самодостаточный сервер, не существует модели потребления на основе подписки, и Jellyfin не использует обратную связь домой или аутентификацию третьей стороны для любой из своих функций. Это позволяет Jellyfin работать в изолированной локальной сети так же, как и в Интернете. Поскольку он имеет общее происхождение с Emby, некоторые клиенты для этой платформы неофициально совместимы с Jellyfin, однако по мере того, как кодовая база Jellyfin расходится от Emby, это становится всё менее возможным. Jellyfin не поддерживает прямой путь миграции из Emby.
Экосистема Jellyfin является расширяемой, и существуют как официальные плагины, так и факультативные третьих сторон, для обеспечения дополнительной функциональности. Проект размещает официальный репозиторий, однако для установки плагины не обязательно должны располагаться в официальном репозитории.
Одно из основных преимуществ Jellyfin заключается в работе с эфирным ТВ и ТВ-тюнерами. Тогда как другие медиасерверы (как, например, Plex) имеют жёсткое ограничение на количество каналов (480 максимально), у Jellyfin такого ограничения нет.
С версии Jellyfin Server 10.6.0 введена функциональность под названием SyncPlay, которая предоставляет возможность для совместного потребления (просмотра, прослушивания и т. п.) медиаданных несколькими пользователями в синхронизированном режиме. Также добавлена поддержка чтения электронных книг epub с помощью Jellyfin. Также введено несколько репозиториев плагинов. Теперь любой может создавать неофициальные плагины для Jellyfin и не нужно ждать, пока они будут добавлены в официальный репозиторий плагинов. Веб-интерфейс был выделен в отдельную подсистему в предвидении перехода к SQL-бэкенду и к режиму высокой доступности с несколькими серверами.

## Разработка
Проект начат 8 декабря 2018 года, когда его инициаторы Эндрю Раберт (Andrew Rabert) и Джошуа Бонифейс (Joshua Boniface), а также другие пользователи, договорились создать форк Emby в качестве прямой реакции на закрытие разработки с открытым исходным кодом на этом проекте. Название Jellyfin, отсылающее к потоковой передаче, было придумано Рабертом на следующий день. Предварительный выпуск был опубликован 30 декабря 2018 года.

### История версий
Уникальная нумерация версий Jellyfin началась с версии 10.0.0 в январе 2019 года.
| Основная версия | Дата выпуска       | Примечания |
| --------------- | ------------------ | --- |
| 10.10.0         | 27 октября 2024    | Медиасегменты (нпр. главы в видеофайлах), Dolby Vision HDR-видео, депрекация x32 bit ARM, депрекация Raspberry Pi V4L2, депрекация сетевых путей |
| 10.9.0          | 11 мая 2024 г.     | |
| 10.8.0          | 11 июня 2022 г.    | |
| 10.7.0          | 8 марта 2021 г.    | |
| 10.6.0          | 19 июля 2020 г.    | Внедрение функции SyncPlay и чтение EPUB-книг.                                                                                                   |
| 10.5.0          | 8 марта 2020 г.    | Для Raspberry Pi добавлена поддержка аппаратного ускорения кодирования и декодирования.                                                          |
| 10.4.0          | 6 октября 2019 г.  | |
| 10.3.0          | 19 апреля 2019 г.  | |
| 10.2.0          | 16 февраля 2019 г. | |
| 10.1.0          | 25 января 2019 г.  | |
| 10.0.0          | 7 января 2019 г.   | |
| 3.5.2-5         | 30 декабря 2018 г. | Единственный выпуск с использованием оригинальной нумерации версий Emby.                                                                         |

## Недостатки
- Jellyfin не поддерживает прямую передачу медиаданных на устройства с поддержкой AirPlay.
- Jellyfin не имеет официальных клиентов для PlayStation или Nintendo Switch.
- Jellyfin не имеет встроенной функции резервного копирования или восстановления данных сервера.
- Jellyfin не имеет встроенной функции подкастов или аудиокниг.
- Jellyfin не имеет встроенной функции интеграции с облачными сервисами.
- Jellyfin не имеет встроенной функции голосового управления или поддержки ассистентов, таких как Alexa или Google Assistant.

## Интересное
- На GitHub у проекта есть более 11 тысяч «звёздочек» и более 1000 контрибьюторов.
- На Reddit вплоть до «заморозки» было сообщество Jellyfin с более чем 23 тысячами участников.